# اس‌اس نیکاراگوئه
اس‌اس نیکاراگوئه (به انگلیسی: SS Nicaragua) یک کشتی بود که طول آن ۱۹۰ فوت (۵۸ متر) بود.